# Real (Of Mice & Men)
Real è un singolo del gruppo musicale statunitense Of Mice & Men, il secondo estratto dal loro quarto album in studio Cold World, pubblicato il 4 agosto 2016.

## La canzone
Il brano, contrariamente agli altri singoli degli Of Mice & Men, non contiene parti vocali urlate del cantante principale Austin Carlile. Si contrappone al precedente singolo Pain, dalle sonorità più pesanti e caratterizzato dalla voce urlata di Carlile.
Parlando del brano, Carlile ha detto:
Sempre Carlile ha dichiarato che Real è dedicato alla memoria di Cassy Colunga, una ragazza di 14 anni fan degli Of Mice & Men deceduta per via di un cancro al cervello qualche mese prima, e che era stata portata in studio durante la registrazione di Cold World per assistere a un'anteprima dell'album e registrare il suo battito di mani per un brano.

## Video musicale
Il video ufficiale del brano, diretto da Max Moore e pubblicato insieme al singolo, mostra gli Of Mice & Men suonare e numerosi loro fan che esprimono attraverso delle scritte su dei cartelli cosa gli fa sentire veri (real).
Per il video, girato a Portland e anch'esso dedicato a Cassy Colunga, il gruppo ha collaborato con la Marfan Foundation, la Living the Dream Foundation e il St. Jude Research Hospital.

## Tracce
Testi e musiche di Austin Carlile, Alan Ashby e Aaron Pauley.
1. Real – 3:12

## Classifiche
| Classifica (2016)             | Posizione massima |
| ----------------------------- | ----------------- |
| Stati Uniti (mainstream rock) | 36                |